# Галлия

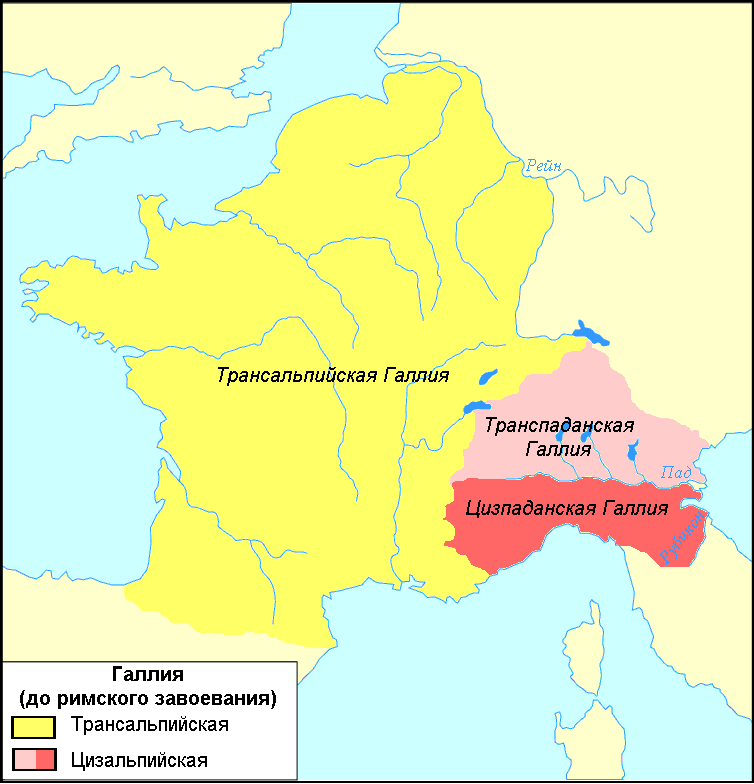
Галлия до римского завоевания

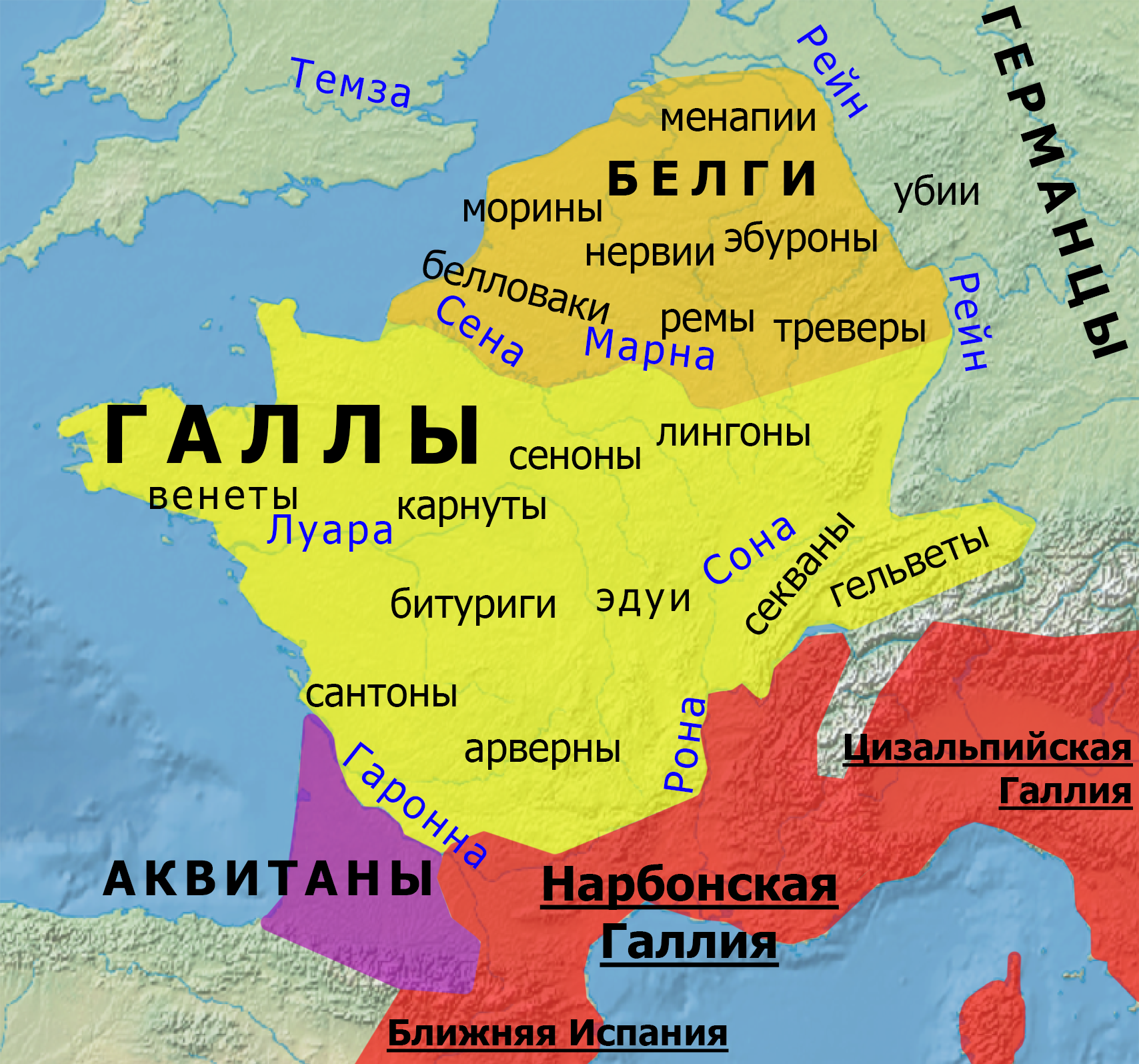
Галльские племена к началу Галльской войны
Владения Римской республики к 59 году до н. э.

Га́ллия (лат. Gallia) — римское название исторической части Европы, ограниченной руслом реки Рубикон, Апеннинами, руслом реки Макра (лат. Macra, современное название Магра), побережьем Средиземного моря, Пиренеями, Атлантическим океаном, руслом реки Рейн и Альпами.
Ко времени первых упоминаний Галлии в римских письменных источниках наибольшая часть её территории была заселена различными кельтскими племенами, которых римляне обобщённо называли «галлами» (лат. Galli, им. п. мн. ч. от лат. Gallus), что и послужило основой для выбора названия соответствующих земель.

## Районирование
Изначально римляне выделяли следующие части Галлии:
- Цизальпийская Галлия (лат. Gallia Cisalpina) — часть северной Италии, заключённая между Альпами, руслом реки Макра, Апеннинами и руслом реки Рубикон. Название территории переводится: «Галлия, расположенная по эту сторону Альп» (лат. Cis — «по эту сторону», лат. Alpina — прил. «альпийский»). Такое наименование обусловлено тем, что Цизальпийская Галлия находилась по одну сторону Альп с римским государством. Другое название — «Ближняя Галлия» (лат. Gallia Citerior). В свою очередь, Цизальпийская Галлия разделялась на следующие части:
  - Циспаданская Галлия (лат. Gallia Cispadana, то есть «Галлия, расположенная по эту сторону реки Пад») — часть Цизальпийской Галлии к югу от реки Пад (лат. Padus, современное название — «По»);
  - Транспаданская Галлия (лат. Gallia Transpadana, то есть «Галлия, расположенная за рекой Пад». лат. trans — «на той стороне») — часть Цизальпийской Галлии к северу от реки Пад;
- Трансальпийская Галлия (лат. Gallia Transalpina), то есть «Галлия, расположенная за Альпами» — часть Галлии, ограниченная Средиземным морем, Пиренеями, Атлантическим океаном, Ла-Маншем, Рейном и Альпами. Другое название — Дальняя Галлия (лат. Gallia Ulterior).

## Название
Первое упоминание слова «галлы» приписывается некоторыми источниками Катону Старшему, который использовал его в 168 г. до н. э. в одной из своих речей, чтобы обозначить кельтов, которые захватили Паданскую равнину. Однако имеются сведения о том, что это слово имело хождение в Риме уже около 250 года до н. э. В том числе сюда относится знаменитая легенда «Как гуси Рим спасли». Знаменитый полководец Марк Фу́рий Ками́лл был назначен диктатором. Он собрал войска в союзных городах и остатки римской армии в Вейях и изгнал галлов из Рима. Вскоре после этого римская армия под предводительством Камилла окончательно разбила галльское войско.
Когда галлы вновь вторглись в пределы Рима, Камилл был опять назначен диктатором в 367 году до н. э. Римляне под его началом разгромили галлов в битве при Альбе. Спустя два года Камилл умер от чумы во время эпидемии.
Считается, что латинское слово «Галлия» (лат. Gallia) произошло от греческого названия местности Галатия (Galatia) на территории современной Турции, где в IV—III веке до н. э. обосновались племена кельтов, отличавшихся от прочих поселенцев «молочной» белизной кожи, что и послужило причиной их именования (греч.  Γαλάται [galatai], [galatae] от слова «молоко» греч.  γάλα, [gala]).
Вместе с тем, в настоящее время сложилось устойчивое мнение, что французское слово «Галлия» (фр. Gaule) пришло в язык не из латинского, а из германского наречия. По одной из версий, слово восходит к древнему германскому слову «walha» (мн. ч. от walh), которое можно перевести как «чужестранец» и которым германцы обозначали народы, говорящие на негерманских языках (то есть в равной степени кельтов и римлян). Основой для таких выводов служит то, что при заимствовании французским языком слов германского происхождения буква «w» начинала произноситься как «г» (например, «война»: герм. werra => фр.  guerre), а буквосочетание «al» перед согласными, как правило, трансформируется в дифтонг «au» (например, «лошадь»: фр. cheval во мн. ч. фр. chevaux).
В эпоху Возрождения слово «галлы» (лат. Galli, мн.ч. от лат. Gallus) стало ассоциироваться с его латинским омонимом «петух» (лат. gallus), который и стал впоследствии символом Франции (преемницы наследия кельтов), заняв место «коня», издревле являвшимся символическим животным самих галлов.
В честь Галлии названы:
- химический элемент галлий, открытый в 1875 году французским химиком Лекоком де Буабодраном,
- астероид (148) Галлия, открытый в 1875 году французскими астрономами братьями Полем и Проспером Анри в Парижской обсерватории.

## Римское завоевание
История Галлии по своей сути — это история завоевания её римлянами.
Условно в римском завоевании Галлии можно выделить три этапа:
- Завоевание Цизальпийской Галлии. Циспаданская Галлия, с центром в Мутине, была захвачена до Второй Пунической войны, а Транспаданская Галлия, с центром в Медиолане, вошла в состав римских владений на полвека позже.

К 222 г. до н. э. территория римского государства расширилась на север вплоть до реки Пад. Дальнейшему укреплению римских позиций в этом регионе помешала Вторая Пуническая война. После подписания мира с Карфагеном римляне продолжили экспансию на север. Военные действия продолжались около 30 лет, в течение которых были уничтожены несколько галльских и лигурийских племён, а также построены на завоёванных территориях новые дороги (например, Фламиниева дорога — лат. via Flaminia, Эмилиева дорога — лат. via Æmilia) и основаны такие укреплённые пункты, как Аквилея, Болонья, Мутина, Парма. Множество местных жителей были переселены в южные, лояльные Риму, области Италии, в то время как оттуда выводились люди для заселения колоний на новых северных землях.
Географическая близость Риму и демографическая политика завоевателей обусловили быструю культурную и политическую ассимиляцию населения Цизальпийской Галлии. Помимо прочего, жители этих земель переняли римский обычай носить тогу, отказавшись от привычных штанов, за что вся территория получила ещё одно название — «Галлия, одетая в тогу» (лат. Gallia Togata).
Со времени Союзнической войны 90-88 гг. до н. э. население Циспаданской Галлии получило права римского гражданства, а Транспаданской — латинское право.
В 58 г. до н. э. проконсульство в Цизальпийской Галлии получает Юлий Цезарь, который в 49 г. до н. э. ввёл гражданское полноправие Транспаданской Галлии и использовал эту провинцию как плацдарм для ведения войны в Трансальпийской Галлии.
После битвы при Филиппах (42 г. до н. э.) Цизальпийская Галлия была объединена с Италией императором Августом в рамках программы «итализации», выдвинутой вторым триумвиратом.
- Завоевание в последней трети II в. до н. э. Нарбонской Галлии (лат. Gallia Narbonensis) с центром в городе Нарбо-Марциус (лат. Narbo Martius, современная Нарбонна), то есть южной части Трансальпийской Галлии, располагавшейся в прибрежной полосе Средиземного моря между Альпами и Пиренеями.

Контроль над этой территорией позволил римлянам связать Италию и свои удалённые земли Испании (лат. Hispania).
В связи с обычаем местных жителей носить штаны (лат. bracae) римляне назвали эту страну «Галлия, одетая в штаны» (лат. Gallia Bracata). После учреждения её столицы в городе Нарбо-Марциус, основанном в 118 г. до н. э., провинция была переименована в Нарбонскую Галлию.
Нарбонская Галлия — одна из первых римских территорий за пределами Апеннинского полуострова, часто называемая в древнеримской литературе «Наша провинция» (лат. Provincia Nostra) или просто «Провинция» (лат. Provincia). Со временем это наименование трансформировалось в название современной французской провинции Прованс.

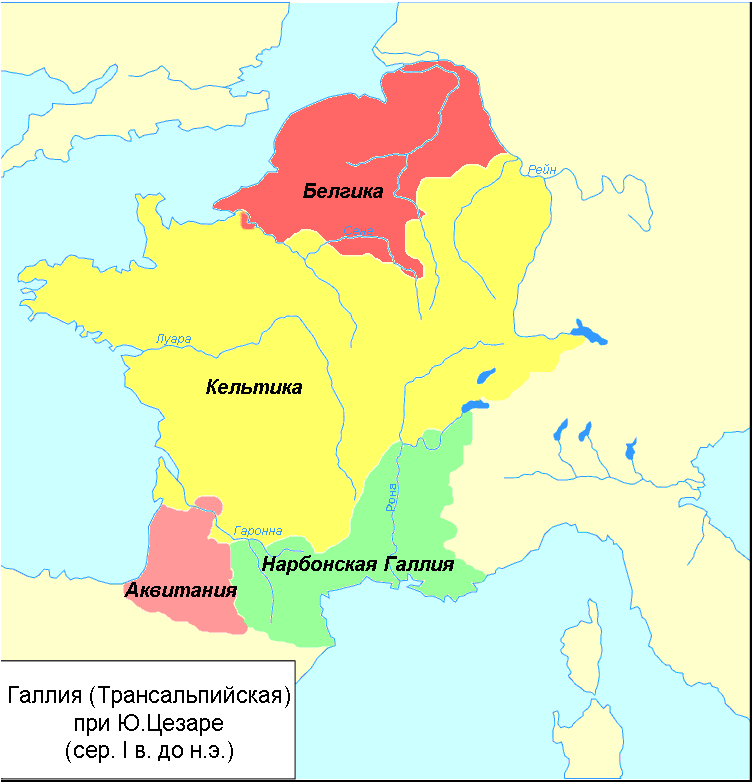
Галлия при Ю.Цезаре

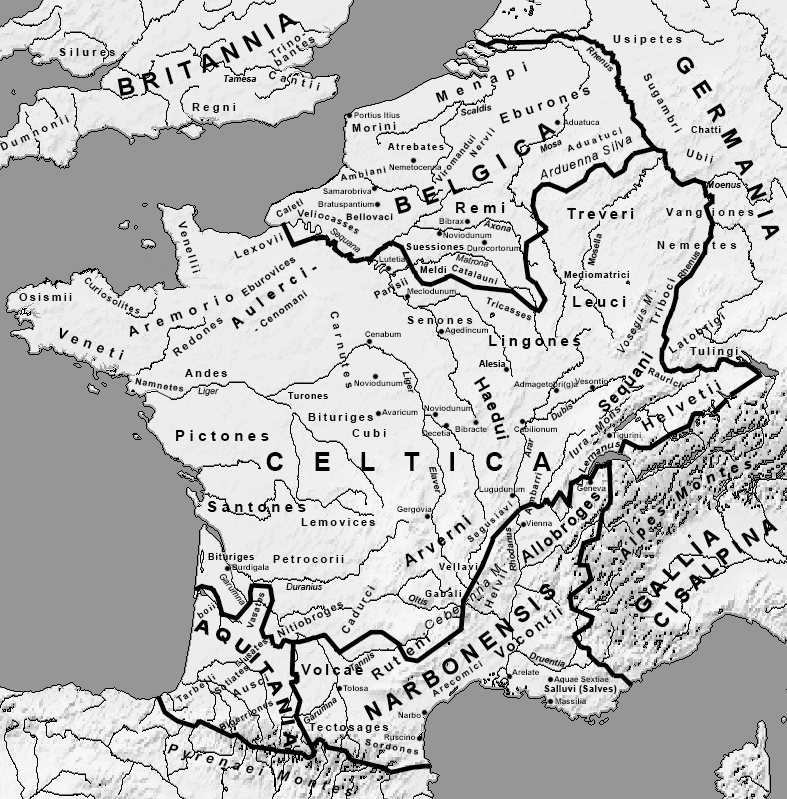
Галльские племена

- Завоевание остальной территории Трансальпийской Галлии в 58-51 гг. до н. э.

Последние завоёванные земли Галлии римляне называли общим термином «Волосатая (Косматая) Галлия» (лат. Gallia Comata) за характерную для местного населения особенность носить длинные волосы.
Когда Юлий Цезарь в 58 г. до н. э. начал завоевание, он выделял в непокорённой Галлии три части
1. Аквитания (лат. Aquitania);
2. Кельтика (лат. Celtica);
3. Белгика (лат. Belgica).

Формальным поводом для Галльской войны стало намерение Юлия Цезаря помочь дружественным Риму галльским народам в борьбе с воинствующими гельветами. При поддержке некоторых галльских племён (например, эдуев) Цезарю удалось захватить почти всю территорию Галлии, столкнувшись с серьёзным сопротивлением лишь племени арвернов, которому под предводительством вождя Верцингеторига удалось блокировать римское войско в городе Герговия (лат. Gergovia, современный Клермон). К этому времени альянс Цезаря с большинством галльских племён распался. Даже наиболее верные Риму эдуи перешли на сторону арвернов. Однако в битве при Алезии Цезарю удалось захватить в плен Верцингеторига, что ознаменовало собой полное прекращение сопротивления галлов римским захватчикам.
По утверждению Плутарха, миллион галлов (вероятно, около четверти всего населения) погибло, ещё один миллион человек был порабощён, 300 племён были подчинены и 800 городов разрушены в ходе Галльской войны. Практически все население Аварика (лат. Avaricum, в настоящее время — Бурж), что составляло приблизительно 40 000 человек, уничтожено. Две трети гельветов были убиты и значительная часть захвачена в рабство. Римляне получили полный контроль над завоёванными территориями и покорёнными народами.

## Римское правление
При Октавиане Августе Трансальпийская Галлия стала единым целым, состоящим из четырёх частей, имеющих новые границы:
- Нарбонская Галлия (лат. Gallia Narbonensis) — от города Толозы (окс. Tolosa, современной Тулузы) до реки Вьенны (окс. Vinhana, фр. Vienne) и истоков Роны (фр. Rhône);
- Лугдунская Галлия (лат. Gallia Lugdunensis) — между Луарой (брет. Liger), фр. Loire) и рекой Секваной (лат. Sequana, современное название — Сена) со столицей в городе Лугдун[7] (лат. Lugdunum, современный Лион);
- Аквитания (лат. Gallia Aquitania) — между руслом Луары, Лугдунской Галлией и Пиренеями;
- Белгика (лат. Gallia Belgica) — между Рейном (фр. Rhin, нем. Rhein) и Лугдунской Галлией с главным городом Дурокорторум (лат. Durocortorum Remorum, современный Реймс).

В 12 г. до н. э. Октавиан Август учредил первый государственный орган над провинциальной частью империи, названный «Совет трёх Галлий» (лат. concilium trium Galliarum). Представители населения Белгики, Аквитании и Лугдунской Галлии ежегодно собирались в Лугдуне для выражения почтения императору, фактически не осуществляя никаких властно-распорядительных действий.
В 9 г. от Белгики были отделены области, населённые германцами, и выделены земли, занятые гельветами, секванами и лингонами, из которых были образованы две новые провинции: Верхняя Германия (лат.  Germania Superior ) и Нижняя Германия (лат.  Germania Inferior).
В 258 г., в условиях тяжёлого внешнего и внутреннего положения Римской империи, Галлия, Британия и Испания отделились от Рима и создали своё сепаратное государство со столицами в Кёльне и Трире, которое просуществовало 15 лет. Его последний правитель Тетрик I, не способный справиться с солдатскими мятежами и начавшимся восстанием багаудов, сдался императору Аврелиану, и Галлия вновь была воссоединена с Римской империей.
Новое разделение Галлии было произведено Диоклетианом, что подтверждается римским памятником V века «Список почётных должностей» (лат. «Notitia dignitatum»), в котором указывается 16 провинций галльского диоцеза.
В 317 римский император Константин I Великий назначил правителем Галлии своего сына Криспа, возведя его в ранг цезаря, когда ему исполнилось 16 или 18 лет.
В результате вторжений варваров на территорию Галлии на Рейне в 406 г. возникло так называемое варварское государство бургундов, в 418 г. на правах федератов вестготы получили от Рима часть Аквитании. С этого времени германцы захватывают одну часть Галлии за другой. Завоевание Галлии было завершено франкским королём Хлодвигом, присоединившим в 486 году территории к северу от реки Луары.